# Etxabakoitz

Ubicació d'Etxabakoitz

Etxabakoitz (en castellà Echavacóiz) és un barri de la ciutat de Pamplona, capital de la Comunitat Foral de Navarra. Té una població de 5.606 habitants (cens de 2008). Limita al nord amb Barañáin, al sud amb Zizur Nagusia, a l'oest amb el campus de la Universitat de Navarra i a l'est amb Irunlarrea.

## Urbanitzacions que integren el barri
El barri està dividit en les següents urbanitzacions: 
- Grup Urdanoz: Construït vers 1954.
- Vistabella
- Las Casas de Chocarro
- La zona de Barcos
- Larraskuntzea: Situat darrere la fàbrica de INQUINASA.
- Las casas de la Vía: És la part més antiga del barri.
- La cooperativa i les cases de Mañeru
- Etxabakoitz Norte: És la part més nova del barri i està situada junt a Barañáin.

## Nou desenvolupament urbanístic
Un nou projecte urbanístic desenvolupat entre l'Ajuntament de Pamplona, el Govern de Navarra i el Ministeri de Foment d'Espanya, preveu la construcció d'habitatges, oficines, indústries i la futura estació del TAV de Pamplona. Albergarà l'àrea Tecnològica Ramón y Cajal, una àrea dotacional i esportiva del riu Elorz, una zona comercial, un centre d'interès regional, i la ja nomenada estació, principal motiu de la construcció del barri. S'han projectat diverses fites d'altura en l'arquitectura pamplonesa fins ara. Seran diverses torres, i la més alta mesurarà 100 metres aproximadament, i constarà de planta baixa més 24 pisos. Es preveu un barri d'habitatges molt dens. Seran 8.000 habitatges, de les quals la meitat seran de protecció oficial.
També es crearan mig milió de metres quadrats en parcs, i es realitzaran millores en els accessos de Pamplona. L'avinguda d'Aróstegui creuarà el barri, i disposarà de sis carrils (en previsió de la possible instal·lació de tramvia) en direcció cap a Zizur Nagusia, des de Mendebaldea, passant entre la Clínica Universitària i la Universitat de Navarra.
Els costos d'urbanització s'estimen entorn dels 347 milions d'euros, dels quals 180 milions corresponen a les despeses d'urbanització, 153 per a indemnitzacions i 13 milions per a les despeses de gestió del Consorci que es creu entre les diferents administracions implicades. Inquinasa participa, com a propietari del sòl (8%), de les plusvàlues que generi el nou sector, al marge de les indemnitzacions que rebi pel trasllat de la seva activitat. L'edifici de la nova estació, d'altra banda, es divideix entre els límits de Pamplona (60%) i Zizur Nagusia (40%). Les obres començaran quan s'iniciïn de les obres del TAV, i tindran una durada d'entre sis i vuit anys.

## Comunicacions
Línies del Transport Urbà Comarcal que comuniquen el barri amb la resta de la ciutat i la Conca de Pamplona.
| Línia    | Trajecte                             | Horari        | Freqüència |
| -------- | ------------------------------------ | ------------- | ---------- |
| Línia 2  | Cortes de Navarra- Etxabakoitz       | 06:55 - 22:15 | 10´        |
| Línia 15 | Ps. Sarasate – Zizur Nagusia – Ardoy | 06:30 - 22:15 | 12-15´     |
| Línia 18 | Urb. Zizur Mayor – Sarriguren        | 06:30 - 22:30 | 12´        |
| Línia N1 | Av. San Ignacio – Zizur Nagusia      | 23:00 - 0:10  | 60´        |